# Zale discisigna
Zale discisigna är en fjärilsart som beskrevs av Walker 1857. Zale discisigna ingår i släktet Zale och familjen nattflyn. Inga underarter finns listade i Catalogue of Life.